# Ourlal
Ourlal là một đô thị thuộc tỉnh Biskra, Algérie. Dân số thời điểm năm 2002 là 5.82 người.